# Cristian Brandi
Cristian Brandi (ur. 10 czerwca 1970 w Brindisi) – włoski tenisista, reprezentant w Pucharze Davisa, olimpijczyk z Sydney (2000).

## Kariera tenisowa
Karierę zawodową Brandi rozpoczął w 1988 roku, a zakończył w 2003 roku, chociaż w kolejnych latach z przerwami startował w turniejach z cyklu ITF Men’s Circuit i ATP Challenger Tour rozgrywanych we Włoszech.
W grze podwójnej Włoch wygrał dwa turnieje kategorii ATP World Tour, w 1994 roku w Estoril i w 1997 roku w San Marino. Dodatkowo dziewięć razy był uczestnikiem finałów zawodów ATP World Tour w deblu.
W 1994 i 1995 roku reprezentował Włochy w Pucharze Davisa, uczestnicząc w trzech meczach deblowych, z których w dwóch zwyciężył.
W 2000 roku Brandi wziął udział w igrzyskach olimpijskich w Sydney, dochodząc do II rundy debla w parze z Massimo Bertolinim. Mecz o dalszą rundę Włosi przegrali z Dominikiem Hrbatým i Karolem Kučerą.
W rankingu gry pojedynczej Brandi najwyżej był na 544. miejscu (30 stycznia 1989), a w klasyfikacji gry podwójnej na 50. pozycji (3 kwietnia 2000).

### Finały w turniejach ATP World Tour
| Nazwa                        |
| ---------------------------- |
| Wielki Szlem                 |
| Igrzyska olimpijskie         |
| ATP Tour World Championships |
| ATP Masters Series           |
| ATP Championship Series      |
| ATP World Series             |

#### Gra podwójna (2–9)
| Końcowy wynik | Nr | Data                | Turniej    | Nawierzchnia | Partner           | Przeciwnicy                         | Wynik finału  |
| ------------- | -- | ------------------- | ---------- | ------------ | ----------------- | ----------------------------------- | ------------- |
| Finalista     | 1. | 2 sierpnia 1992     | San Marino | Ceglana      | Federico Mordegan | Nicklas Kulti Mikael Tillström      | 2:6, 2:6      |
| Finalista     | 2. | 20 marca 1994       | Casablanca | Ceglana      | Federico Mordegan | David Adams Menno Oosting           | 3:6, 4:6      |
| Zwycięzca     | 1. | 3 kwietnia 1994     | Estoril    | Ceglana      | Federico Mordegan | Richard Krajicek Menno Oosting      | walkower      |
| Finalista     | 3. | 9 października 1994 | Ateny      | Ceglana      | Federico Mordegan | Luis Lobo Javier Sánchez            | 7:5, 1:6, 4:6 |
| Finalista     | 4. | 29 września 1996    | Palermo    | Ceglana      | Emilio Sánchez    | Andrew Kratzmann Marcos Ondruska    | 6:7, 4:6      |
| Zwycięzca     | 2. | 10 sierpnia 1997    | San Marino | Ceglana      | Filippo Messori   | Brandon Coupe David Roditi          | 7:5, 6:4      |
| Finalista     | 5. | 29 marca 1998       | Casablanca | Ceglana      | Filippo Messori   | Andrea Gaudenzi Diego Nargiso       | 6:7, 4:6      |
| Finalista     | 6. | 18 kwietnia 1999    | Barcelona  | Ceglana      | Massimo Bertolini | Paul Haarhuis Jewgienij Kafielnikow | 5:7, 3:6      |
| Finalista     | 7. | 2 maja 1999         | Monachium  | Ceglana      | Massimo Bertolini | Daniel Orsanic Mariano Puerta       | 6:7, 6:3, 6:7 |
| Finalista     | 8. | 1 sierpnia 1999     | Umag       | Ceglana      | Massimo Bertolini | Mariano Puerta Javier Sánchez       | 6:3, 2:6, 3:6 |
| Finalista     | 9. | 14 lipca 2002       | Gstaad     | Ceglana      | Massimo Bertolini | Joshua Eagle David Rikl             | 6:7(5), 4:6   |